# Alain Gottvallès
Alain Alex Jean Gottvallès (* 22. März 1942 in Casablanca; † 28. Februar 2008 in Aubenas) war ein französischer Schwimmer. Der 1,85 Meter große Freistilspezialist war zweifacher Europameister 1962.

## Sportliche Karriere
Bei den Olympischen Spielen 1960 in Rom erreichten 24 Schwimmer das Halbfinale über 100 Meter Freistil. Im Halbfinale schied Gottvallés als 22. aus. Die französische 4-mal-100-Meter-Lagenstaffel mit Robert Christophe, Roland Boullanger, Jean Pommat und Alain Gottvallès belegte im Vorlauf den 11. Platz.
Zwei Jahre später bei den Europameisterschaften 1962 in Leipzig siegte Gottvallès über 100 Meter Freistil in 55,0 Sekunden mit einer halben Sekunde Vorsprung auf den Schweden Per-Ola Lindberg und den Niederländer Ronald Kroon. Die schwedische 4-mal-200-Meter-Freistilstaffel gewann mit zwei Sekunden Vorsprung vor Gérard Gropaiz, Alain Gottvallès, Jean-Pascal Curtillet und Robert Christophe. Die französische 4-mal-100-Meter-Freistilstaffel mit Gottvallès, Curtillet, Christophe und Gropaiz siegte mit einer Sekunde Vorsprung vor den Briten.
1963 fanden die Mittelmeerspiele in Neapel statt. Gottvallès siegte über 100 Meter Freistil und wurde Zweiter mit der 4-mal-100-Meter-Lagenstaffel. In der 4-mal-200-Meter-Freistilstaffel schwamm er nur im Vorlauf mit.
Am 13. September 1964 senkte Alain Gottvallès als Startschwimmer einer 4-mal-100-Meter-Freistilstaffel den Weltrekord über 100 Meter Freistil auf 52,9 Sekunden. Damit war der Franzose bei den Olympischen Spielen in Tokio Favorit über diese Strecke. Er schwamm die siebtschnellste Zeit im Vorlauf, im Halbfinale war er Drittschnellster. Das Finale gewann Don Schollander aus den Vereinigten Staaten in 53,4 Sekunden. Gottvallès wurde Fünfter in 54,2 Sekunden mit 0,2 Sekunden Rückstand auf die Bronzemedaille. Die französische 4-mal-100-Meter-Freistilstaffel wurde im Finale disqualifiziert. In der 4-mal-200-Meter-Freistilstaffel belegten Jean-Pascal Curtillet, Pierre Canavèse, Francis Luyce und Alain Gottvallès den sechsten Platz.
Alain Gottvallés schwamm für den Racing Club de France und war vielfacher französischer Meister. Nach den Olympischen Spielen 1964 beendete er seine Leistungssportkarriere, sein Weltrekord über 100 Meter Freistil wurde 1967 von Kenneth Walsh aus den Vereinigten Staaten unterboten. Gottvallés versuchte sich später als Filmschauspieler, die Karriere kam aber nicht recht in Gang.